# (4428) Khotinok
(4428) Khotinok est un astéroïde de la ceinture principale.

## Description
(4428) Khotinok est un astéroïde de la ceinture principale. Il fut découvert le 18 septembre 1977 à Naoutchnyï par Nikolaï Tchernykh. Il présente une orbite caractérisée par un demi-grand axe de 2,37 UA, une excentricité de 0,24 et une inclinaison de 4,8° par rapport à l'écliptique.

## Compléments